# Osvaldo Guidi
Osvaldo Oreste Guidi (Máximo Paz, Santa Fe, 10 de marzo de 1964 - Buenos Aires, 17 de octubre de 2011) fue un actor de cine, teatro y televisión, dramaturgo y director teatral argentino.

## Trayectoria
Fue un reconocido actor de teatro cuando llegó a la televisión.
Demostró interés por la actuación desde pequeño, según relató en una entrevista:

Yo de chico quería ser actor, Súperman, san Francisco de Asís y trapecista. Torturaba a mis amiguitos con mi tinglado de títeres o mis guiones de obras o mis películas en papel manteca y tinta china. La hora de la siesta era todo un ritual ante el espejo donde iban apareciendo miles de personajes, algunos muy producidos, ya que mi papá era sastre y me hacía trajes maravillosos, otros los inventaba con cualquier elemento.

Cursó estudios con reconocidos actores y directores como Agustín Alezzo, Lito Cruz, Augusto Fernández, Carlos Gandolfo y Alberto Ure.
Estudió pedagogía teatral con Raúl Serrano y Joy Morris.
Desde hacía veinte años se dedicaba a la docencia, en su teatro en Buenos Aires, en la zona de Congreso. Fue hallado ahorcado allí mismo. Cuando se le entrevistó a sus amigos y colegas del teatro Escuela comentaron que a  "Osvaldo Guidi lo mató la tristeza". Ese estado se debió a que en los últimos 12 años sintió la falta de trabajo y el olvido frente a las cámaras.
Se consagró en 1992 cuando le fue entregado el premio de Aptra, Martin Fierro, como mejor actor de reparto por su personaje de un enfermo terminal de SIDA en la telenovela Celeste junto a Andrea del Boca y Gustavo Bermúdez. Dijo en algún momento y con mucho orgullo que él fue "el primer actor en interpretar a un enfermo terminal en la televisión". Luego vendría otro éxito con Antonella también junto a Andrea del Boca. Aunque era su mejor momento dejaron de tenerlo en cuenta y solo lo llamaron para personajes secundarios. Dedicado a la docencia, encontró en su teatro escuela una fuente laboral ya sea como maestro, actor, autor o director. Recién volvió a lucirse entre 1998 y 1999, con el personaje por el que se hizo querido y respetado por muchos, Bernardo, un mayordomo y tío de Natalia Oreiro en la exitosa y premiada telenovela Muñeca Brava junto con Facundo Arana, Lydia Lamaison, Fernanda Mistral y Arturo Maly. Este fue su último gran trabajo en televisión.
En septiembre del 2009 participó en la obra teatral de José María Muscari Escoria donde mostraban el lado oscuro de la fama; junto con otros artistas como Noemí Alan, Gogó Rojo, Julieta Magaña, Cristina Tejedor, Liliana Benard, Willy Ruano y Marikena Riera. Su última obra teatral fue El enfermo imaginario de Molière (2011) dirigida por Hugo del Barrio, en Teatro Lo de Guidi.

## Suicidio
Osvaldo Guidi se suicidó en su casa el lunes 17 de octubre de 2011. En su perfil de Facebook Guidi dejó escrito:

Viví el éxito, los premios, los castigos de los premios, yo soy el único que puede hacer algo por mí.

Los últimos años de su vida los había pasado en depresión debido al olvido al que había quedado relegado y las pocas oportunidades laborales. Su cuerpo descansa en el Panteón de la Asociación Argentina de Actores del Cementerio de la Chacarita.

## Trabajos

### Teatro
Como actor
- El enfermo imaginario
- Feizbuk Stars
- Escoria
- Partes iguales
- Ibseniana (también autor y director).
- Que siga la milonga
- Cyrano de Bergerac
- Volpone y el zorro
- Scapino
- Tango mortal (también autor y director).
- Milonga de ángeles (también autor y director).
- Sexo necesidad maldita (también autor y director).
- La lección de anatomía

Como director
- Yepeto

### TV
- 1987: Estrellita mía
- 1988: La bonita página
- 1988: De carne somos
- 1989: Rebelde
- 1991: Manuela
- 1991: Chiquilina mía
- 1991: Celeste
- 1992: Antonella
- 1993: Zona de riesgo
- 1993: Casi todo casi nada
- 1995: Con alma de tango
- 1994: Más allá del horizonte
- 1995: Poliladron
- 1996: Chiquititas
- 1999: Muñeca brava
- 2000: Primicias
- 2000: Amor latino
- 2002: Infieles
- 2003: Resistiré
- 2003: Costumbres argentinas
- 2004: La niñera
- 2005: Hombres de honor
- 2005: Casados con hijos
- 2006: Amor en custodia
- 2005: Amor mío
- 2006: Chiquititas
- 2006: Se dice amor
- 2007: Son de fierro

### Cine
- 1979: Contragolpe
- 1980: Canción de Buenos Aires
- 1982: Plata dulce
- 1998: Tango
- 2000: Apariencias
- 2000: Sin reserva
- 2004: Peligrosa obsesión

## Premios y distinciones
- 1993: Martín Fierro al mejor actor de reparto, por la telenovela Celeste
- 1994: Ángel de Plata al mejor actor televisivo